# Gigantes de Carolina (pallavolo maschile)
I Gigantes de Carolina sono una franchigia pallavolistica maschile portoricana, con sede a Carolina: militano nel campionato portoricano di Liga de Voleibol Superior Masculino.

## Storia
I Nuevos Gigantes de Carolina vengono fondati nel 2004, dopo l'acquisto del titolo dei Rebeldes de Moca, esordendo nella LVSM nella stagione 2005. Nella stagione 2010 raggiungono per la prima volta la finale scudetto, vincendo il primo campionato della propria storia ai danni dei Plataneros de Corozal. Nel 2014 la franchigia cambia nome in Gigantes de Carolina. Nel campionato 2015 tornare a giocare la finale scudetto, sconfitti in questo caso dai Mets de Guaynabo.

## Rosa 2024
| N° | Nome              | Ruolo | Data di nascita  | Nazionalità sportiva |
| -- | ----------------- | ----- | ---------------- | -------------------- |
| 2  | Sebastián Rivera  | C     | -                | Porto Rico           |
| 3  | Luis Pabón        | S     | 25 maggio 1995   | Porto Rico           |
| 4  | Jonathan Diedrich | S     | 14 maggio 2001   | Stati Uniti          |
| 4  | Jeffrey Menzel    | S     | 31 ottobre 1988  | Stati Uniti          |
| 5  | Gabriel Rosado    | P     | 20 ottobre 1995  | Porto Rico           |
| 6  | Richard Timm      | P     | 3 settembre 1999 | Porto Rico           |
| 7  | Kevin López       | S     | 24 aprile 1995   | Porto Rico           |
| 8  | Jan Solivan       | O     | 25 febbraio 1998 | Porto Rico           |
| 9  | Ángel Rodríguez   | P     | -                | Porto Rico           |
| 10 | Juan Vázquez      | O     | 23 gennaio 1991  | Porto Rico           |
| 11 | Jassiel Cruz      | C     | 9 maggio 1996    | Porto Rico           |
| 12 | Luis Bertrán      | L     | 22 agosto 1994   | Porto Rico           |
| 13 | Pedro Pastrana    | O     | -                | Porto Rico           |
| 14 | Derwyn Tapia      | C     | 21 dicembre 2001 | Porto Rico           |
| 15 | Jair Santiago     | O     | 24 agosto 1995   | Porto Rico           |
| 17 | Ismael Alomar     | C     | 28 giugno 1996   | Porto Rico           |
| 19 | Alexander Robles  | S     | 22 ottobre 1989  | Porto Rico           |
| 22 | Wilmer Hernández  | L     | 8 gennaio 2001   | Porto Rico           |

## Palmarès
- Campionato portoricano: 1

2010

## Denominazioni precedenti
- 2004-2014: Nuevos Gigantes de Carolina